# Burela
Burela település Spanyolországban, Lugo tartományban. Burela Cervo és Foz községekkel határos. Lakosainak száma 9547 fő (2024).

## Népesség
A település népessége az elmúlt években az alábbi módon változott:
| Lakosok száma | 8105 | 8348 | 8873 | 9381 | 9631 | 9660 | 9524 | 9588 | 9430 | 9547 |
|               | 2001 | 2004 | 2007 | 2009 | 2012 | 2014 | 2017 | 2019 | 2022 | 2024 |